# 彌勒 MIROKU
『彌勒 MIROKU』は、2013年公開の日本映画。原作は稲垣足穂の小説「弥勒」。林海象が監督し、永瀬正敏が主演を務めた。

## キャスト
出典:
- 青年江美留/永瀬正敏
- 少年江美留/土村　芳
- 老天文学士/四谷シモン
- 放浪画家Ｔ/佐野史郎
- 大工/志賀　勝
- 質屋/福本清三
- 女/近衛はな
- 鬼/井浦　新
- 教頭先生/水上竜士
- ポン彗星/古元美千子
- 江美留の友人I/中里宏美
- 江美留の友人N/土居志央梨
- 江美留の友人F/水本佳奈子
- 江美留の友人H/大西礼芳
- 少女/原田衣織
- Hの母親/仙洞田志織